# Liste der Grafen von Rietberg
Die Grafen von Rietberg regierten in der Grafschaft Rietberg, heute Rietberg.
| Regierungszeit | Herrscher     | Bemerkungen |
| -------------- | ------------- | --- |
| 1237–1264      | Konrad I.     | Konrad von Werl-Arnsberg-Cuyk erhält durch Teilung das nördliche Arnsberg und nennt es nach seiner Residenz Grafschaft Rietberg.                           |
| 1264–1282      | Friedrich I.  | Friedrich übernahm die Grafschaft schon lange vor dem Tod seines Vaters Konrad und starb auch vor diesem.                                                  |
| 1282–1313      | Konrad II.    | Konrad regierte ab 1302 zusammen mit seinem Bruder Friedrich. Die Grafschaft wurde unter beiden aufgeteilt.                                                |
| 1302–1322      | Friedrich II. | Friedrich regierte zuerst mit seinem Bruder Konrad und dann mit seinem Neffen Otto.                                                                        |
| 1313–1347      | Otto I.       | Da sein Onkel Friedrich II. ohne männlichen Erben verstarb, konnte Otto ab 1322 die Grafschaft in seiner Hand wieder vereinen.                             |
| 1347–1365      | Konrad III.   | Konrad baute die Rechte der Rietbergischen Herrschaft aus, indem er die Grafschaft dem Kaiser zum Lehen auftrug und mit erweiterten Rechten zurückerhielt. |
| 1365–1389      | Otto II.      | |
| 1389–1428      | Konrad IV.    | |
| 1428–1472      | Konrad V.     | Konrad muss die Grafschaft Rietberg der Landgrafschaft Hessen zum Lehen auftragen und büßt damit die Reichsunmittelbarkeit ein.                            |
| 1472–1516      | Johann I.     | |
| 1516–1535      | Otto III.     | Otto erwirbt durch Heirat mit Onna von Esens die Anwartschaft auf das Harlingerland.                                                                       |
| 1535–1552      | Otto IV.      | Otto führte die lutherische Kirchenordnung in der Grafschaft Rietberg ein. Teilte sich die Herrschaft mit Johann II.                                       |
| 1552–1562      | Johann II.    | Als letzter männlicher Nachkomme der Rietberger vom Arnsberger Geschlecht stirbt „der tolle Johann“ in Gefangenschaft.                                     |
| 1565–1584      | Armgard       | Armgard stirbt kinderlos. |
| 1584–1586      | Walburgis     | Durch die Ehe mit dem Grafen von Ostfriesland, Enno III. aus dem Haus Cirksena, begründet Walburgis das Haus Ostfriesland-Rietberg.                        |

| Regierungszeit | Herrscher                 | Bemerkungen |
| -------------- | ------------------------- | --- |
| 1586–1618      | Sabina Catharina          | Sabina Catharina bekommt im Berumer Vergleich die Grafschaft Rietberg zugesprochen und gibt im Gegenzug das Harlingerland an Ostfriesland ab. Sie rekatholisiert Rietberg. |
| 1618–1625      | Johann III.               | Johann war der Mann und Onkel Sabina Catharinas. Er regierte Rietberg nach ihrem Tod und stiftete ein Kloster.                                                             |
| 1625–1640      | Ernst Cristoph            | In seine Regierungszeit fallen die Wirren des Dreißigjährigen Krieges und die Fertigstellung des Hausklosters in Rietberg.                                                 |
| 1640–1660      | Johann IV.                | |
| 1660–?         | Anna Catharina            | Anna Catharina war Johanns Witwe und überlebte alle ihre Söhne. |
| 1660–1677      | Friedrich Wilhelm         | Friedrich Wilhelm fiel jung vor Straßburg. |
| 1677–1680      | Franz Adolph Wilhelm      | Um Domherr bleiben zu können, trat er Rietberg zunächst an seinen Bruder Ferdinand Maximilian und nach dessen Tod an seine Nichten ab.                                     |
| 1680–1687      | Ferdinand Maximilian      | |
| 1699–1758      | Maria Ernestine Francisca | Als letzte des Hauses Ostfriesland heiratete sie Maximilian Ulrich von Kaunitz und begründete das Haus Kaunitz-Rietberg.                                                   |

| Regierungszeit | Herrscher       | Bemerkungen |
| -------------- | --------------- | --- |
| 1746–1794      | Wenzel Anton    | Wenzel Anton trat nach dem Tod seines Vaters zusammen mit seiner Mutter Maria Ernestine Francisca in die Herrschaft Rietbergs ein.     |
| 1794–1797      | Ernst Christoph | |
| 1797–1812      | Dominik Andreas | Unter Dominik Andreas wurde die Grafschaft Rietberg mediatisiert und zunächst dem napoleonischen Königreich Westphalen zugeschlagen.   |
| 1812–1848      | Aloys           | Aloys verkaufte die standesherrlichen Rechte an Rietberg, die er noch unter preußischer Oberhoheit innehatte, an die preußische Krone. |

Der Titel eines Grafen von Rietberg wird aufgrund der ehelichen Verbindung Gundakars von Liechtenstein mit Sabina Catharinas Schwester Agnes auch von den Herrschern von Liechtenstein geführt.